# Puente Nacional (ort i Colombia, Santander, lat 5,88, long -73,68)
Puente Nacional är en ort i Colombia.   Den ligger i departementet Santander, i den centrala delen av landet, 150 km norr om huvudstaden Bogotá. Puente Nacional ligger 1 621 meter över havet och antalet invånare är 5 774.
Terrängen runt Puente Nacional är huvudsakligen kuperad. Puente Nacional ligger nere i en dal. Runt Puente Nacional är det ganska tätbefolkat, med 75 invånare per kvadratkilometer. Närmaste större samhälle är Barbosa, 9,2 km nordost om Puente Nacional. I omgivningarna runt Puente Nacional växer i huvudsak städsegrön lövskog.